# Museo Arqueológico de Guardamar del Segura
El Museo Arqueológico de Guardamar del Segura está situado en el semisótano de la Casa de la Cultura de Guardamar del Segura. Fue inaugurado en 1998 y alberga los hallazgos arqueológicos, paleontológicos y etnográficos hallados en la población y su entorno.
Tiene una sala de exposiciones, a su vez dividida en varias salas cronológicas, sala de audiovisuales, sala de exposiciones temporales y recepción.

## Colección

### El medio natural y los primeros pobladores
En esta sala se recrean dos paisajes del territorio anterior a la aparición de las primeras sociedades humanas en la zona, con su flora y fauna conocidos gracias al registro fósil hallado en el entorno. Al final se ilustra la sociedad propia del Bronce tardío.

### La colonización fenicia
Los primeros asentamientos humanos en la desembocadura del Río Segura, pronto se relacionan con la llegada de colonos y navegantes fenicios. El nuevo modelo de poblamiento colonial se registra fundamentalmente en dos yacimientos, el Cabezo Pequeño del Estaño y La Fonteta. La sala se complementa con la recreación de un hipotético tofet de La Fonteta conocido por múltiples objetos hallados en el entorno de la muralla de la localidad.

### La cultura ibérica
Numerosas piezas expuestas en esta sala, entre las que se pueden observar armas de hierro, cerámicas griegas importadas y un diverso repertorio de objetos de adorno que componen los ajuares funerarios, nos hablan de la vida cotidiana y la religiosidad del pueblo ibérico con una interesante colección de terracotas de cabeza femenina y otros exvotos originarios del área sacralizada del Castillo. La pieza estelar es una reproducción de la escultura en busto de la Dama de Guardamar, la diosa de la vida y de la muerte.

### La romanización en las costas de Guardamar
En el siglo I a. C. el Imperio Romano se establece en toda la zona mediterránea con claros objetivos políticos y comerciales, particularmente en relación con la explotación de los recursos marinos, como la sal. Un diorama marino lo ilustra de manera excelente.

### La cultura islámica
Durante el período Califal, año 944, se funda un pequeño monasterio islámico en las dunas de Guardamar conocido como la Rábita Califal de las Dunas de Guardamar. En una recreación se muestra una réplica de una lápida con una inscripción árabe hallada en las excavaciones de finales del siglo XIX y en 1984, (actualmente en el Museo Arqueológico de Murcia)y una sala-oratorio, denominada Mezquita III.

### La cultura bajomedieval cristiana
En torno a 1271, Alfonso X el Sabio ordena la fundación de la villa de Guardamar que tras un corto periodo de dominio castellano, en el año 1296, Jaime II de Aragón anexiona a sus dominios. De esta época son los objetos cerámicos, monedas y utensilios de guerra expuestos.

### El mundo tradicional
Finaliza el recorrido con un vistazo al urbanismo de la población actual diseñado tras el terremoto de 1829, de manos del ingeniero José Agustín de Larramendi, y una selección fotográfica de principios del siglo XX sobre el proceso de avance de las dunas y su posterior fijación y repoblación forestal de Guardamar. Otras colecciones muestran aspectos del calendario agrícola, aperos de labranza o aparatos elevadores de agua y una exposición sobre cerámica y alfarería popular.
El recorrido permite una contextualización cronológica de los objetos mostrados.